# Trigonodes saina
Trigonodes saina là một loài bướm đêm trong họ Noctuidae.